# سونغوي بلوز
سونغوي بلوز فرقة موسيقية من شمال مالي تأسست بمدينة تمبكتو سنة 2012 و تغني موسيقى العالم مزوجة بأنغام من موسيقى الروك. هرب أعضاء المجموعة سنة 2012 من مدينة تمبكتو خوفا من مجموعة أنصار الدين التي سيطرت على المدينة و منعت الموسيقى فيها.
يستقر أعضاء سونغوي بلوز حاليا بباماكو  و يتجولون كثيرا عبر العالم في إطار مهرجانات مختلفة.

## أعضاء المجموعة
- كّاربا طوري
- عليو طوري
- عومار طوري
- ناثانييل ديمبيلي

## روابط خارجية
- سونغوي بلوز على موقع ميوزك برينز (الإنجليزية)
- سونغوي بلوز على موقع ديسكوغز (الإنجليزية)